# Liste der angolanischen Provinzen
Die Liste der angolanischen Provinzen enthält alle 21 Provinzen (portugiesisch: províncias, Singular província) von Angola, die es seit dem 5. September 2024 gibt.
Die in der Tabelle angegebenen Bevölkerungszahlen basieren auf dem Ergebnis der Volkszählung von 2014.
| Provinz       | Hauptstadt   | Fläche        | Einwohner  |
| ------------- | ------------ | ------------- | ---------- |
| Bengo         | Caxito       | 31.371 km²    | 356.641    |
| Benguela      | Benguela     | 39.000 km²    | 2.231.385  |
| Bié           | Cuito        | 70.314 km²    | 1.455.255  |
| Cabinda       | Cabinda      | 7.270 km²     | 716.076    |
| Cuando        | Mavinga      | –2            | –2         |
| Cuanza Norte  | N’dalatando  | 24.190 km²    | 443.386    |
| Cuanza Sul    | Sumbe        | 55.660 km²    | 1.881.873  |
| Cubango       | Menongue     | –2            | –2         |
| Cunene        | Ondjiva      | 89.342 km²    | 990.087    |
| Huambo        | Huambo       | 34.274 km²    | 2.019.555  |
| Huíla         | Lubango      | 75.002 km²    | 2.497.422  |
| Icolo e Bengo | Catete       | –2            | –2         |
| Luanda        | Luanda       | 2.418 km²     | –1         |
| Lunda Norte   | Dundo        | 102.783 km²   | 862.566    |
| Lunda Sul     | Saurimo      | 45.649 km²    | 537.587    |
| Malanje       | Malanje      | 97.602 km²    | 986.363    |
| Moxico        | Luena        | –1            | –1         |
| Moxico Leste  | Cazombo      | –2            | –2         |
| Namibe        | Moçâmedes    | 58.137 km²    | 495.326    |
| Uíge          | Uíge         | 58.698 km²    | 1.483.118  |
| Zaire         | Mbanza Kongo | 40.130 km²    | 594.428    |
| Angola        | Luanda       | 1.246.700 km² | 24.383.301 |

Karte der Provinzen von Angola

1 Die Provinz wurde zum 5. September 2024 geteilt, neue Daten wurden noch nicht veröffentlicht

2 Die Provinz entstand zum 5. September 2024, neue Daten wurden noch nicht veröffentlicht.